# Emmanuelle Houdart
Emmanuelle Houdart (Vesoul, 30 de septiembre de 1967) es una ilustradora suiza.

## Biografía
Después de graduarse de la Escuela de arte de Sion y de la Escuela superior de artes visuales de Ginebra, se mudó a París. Pintora e ilustradora desde 1996, colabora con revistas y periódicos (Libération, Le Monde, Sciences et Vie Junior, Ça m’intéresse…) y ha ilustrado y/o escrito textos de más de veinte libros. 
Más recientemente también se ha dedicado al diseño textil. Sus ilustraciones se han convertido en ropa para la exposición “Barnhominum” que tuvo lugar durante el Salon du livre et de la presse jeunesse de Montreuil en 2011.

### Autora
- Les Trois Géants, Didier Jeunesse, 2000
- J’y arrive pas, Seuil, 2001
- Que fais-tu Fantine? : un livre de devinettes, Seuil, 2002
- Monstres malades, Thierry Magnier, 2004 (Monstruos enfermos, Ediciones SM, 2010)
- Les Voyages merveilleux de Lilou la fée, Actes Sud junior, 2006 (Los viajes maravillosos del hada Lilou, Kókinos, 2007)
- L’Abécédaire de la colère, Thierry Magnier, 2008
- El estrafalario. Libro de imágenes del duende Blas, Editorial Juventud, 2008
- Tout va bien Merlin, Thierry Magnier, 2009
- La garde-robe, Thierry Magnier, 2010
- Abris, Les Fourmis Rouges, 2014

### Ilustradora
- Moi j’irai dans la lune : et autres innocentines, Grasset jeunesse, 1998. Texto de René de Obaldia
- Le Fils de la sorcière et du loup, Grasset jeunesse, 1999. Texto de Chris Donner
- Dico des monstres, Hachette jeunesse, 1999. Texto de Élisabeth Brami
- Contes et légendes de la peur, Nathan jeunesse, 2000. Texto de Gudule
- Poèmes à dire et à manger, Seuil jeunesse, 2002. Ed. Élisabeth Brami
- Attention sortie d’école, Thierry Magnier, 2002. Texto de Bertrand Legendre
- Les Choses que je sais, Seuil jeunesse, 2003. Texto de Laëtitia Bourget
- Poèmes à lire et à rêver, Seuil jeunesse, 2003. Ed. Élisabeth Brami
- Poèmes à rire et à jouer, Seuil jeunesse, 2004. Ed. Élisabeth Brami
- L’Apprentissage amoureux, Seuil jeunesse, 2005. Texto de Laëtitia Bourget (El aprendizaje amoroso, Fondo de cultura económica, 2008)
- Poèmes à vivre et à aimer, Seuil jeunesse, 2005. Ed. Élisabeth Brami
- Le Château des enfants gris, Nathan jeunesse, 2005. Texto de Christian Grenier
- Dedans, Thierry Magnier, 2006. Texto de Fani Marceau
- Les Heureux Parents, Thierry Magnier, 2009. Texto de Laëtitia Bourget (Y vivieron felices, Océano Travesía, 2011)
- Saltimbanques, Thierry Magnier, 2011. Texto de Marie Desplechin
- Une amie pour la vie, Thierry Magnier, 2012. Texto de Laëtitia Bourget
- L’argent, Thierry Magnier, 2013. Texto de Marie Desplechin

## Reconocimientos y premios
- 2003: Prix Octogone del Centre international d'études en littérature de jeunesse (CIELJ), categoría Prix Graphique, para Les Choses que je sais
- 2003: Subvención del Centre National du Livre para Monstres malades
- 2005: Bologna Ragazzi Award, categoría ficción, para Monstres malades[2]
- 2006: Grand Prix SGDL du Livre Jeunesse para Les Voyages merveilleux de Lilou la fée[3]
- 2007: Subvención del Centre National du Livre para L’Abécédaire de la colère
- 2012: Subvención del Centre National du Livre para L’Argent[4]